# 山戸結希
山戸 結希（やまと ゆうき、1989年 - ）は、日本の映画監督。愛知県刈谷市出身。研音所属。

## 概略
上智大学文学部哲学科卒業。在学時に撮影した『あの娘が海辺で踊ってる』が評価される。少女を主題とした作品を中心に映画を作り続けており、中でも少女の過剰な自意識の描き方が評価されている。

## 来歴

### 処女作発表とその反響
刈谷市立小垣江小学校、刈谷市立依佐美中学校卒業。中学校時代は読書を好み、特に哲学的なものを読んでいた。大学では倫理学を専攻し、研究者を目指していたが、大学2年次の終わりに「言葉だけでは表現できないものがある」と考えるようになる。その後大学3年次で映画研究会に所属し、独学で『あの子が海辺で踊ってる』を撮影する。同作が第24回東京学生映画祭で審査員を務めた井土紀州の賞賛を受け、審査員特別賞を受賞。これをきっかけとして他の監督から声が掛けられるようになり、週刊誌で取り上げられるなど、活動の幅が広がった。2012年11月10日からポレポレ東中野にて『あの娘が海辺で踊ってる』を自主配給で上映し、当時無名の新人ながら同館のレイトショー動員を記録するヒットとなり注目を集めた。同時期に、初の商業作品となるMV『パヒパヒ』で商業デビューを果たした。その後松本シネマセレクトアワードで「恐るべき子ども賞」を受賞するなどの成果を上げ、期待されるようになった。

### 商業活動の開始以降
第13回東京フィルメックスでは学生審査員を務め、受賞理由についてのコメントを述べた。これが彼女にとって、最初の審査員としての参加であった。2013年4月にはMOOSIC LAB 2013にて『おとぎ話みたい』が公開され、グランプリほか3冠を獲得した。大学卒業後も映画監督としての活動を続けている。針谷建二郎が東京女子流を使った映画について、直井卓俊が山戸を推薦し『5つ数えれば君の夢』が企画された。2014年3月に同作は商業で初の長編映画として公開され、渋谷シネマライズの監督最年少記録を達成した他、同年6月に開催されたテアトル新宿での「観ずに死ねるか！傑作青春シネマ」特集で2010年代を代表する最新作として選出された。また本作は12月に劇場公開された際には連日満員となり、テアトル新宿の実写・レイトショー作品の初週動員記録を13年ぶりに更新した。

2016年より研音に所属。同年3月、ギャガのアニメ事業参入を発表するイベントに出席し、10月にジョージ朝倉原作の漫画『溺れるナイフ』の監督に抜擢されたことが報道された。5月には第28回東京学生映画祭に実写部門での審査員として参加した。2018年、雑誌『装苑』が衣装プロデュースを手掛け、若手の映画監督14人が参加して作るオムニバス映画『21世紀の女の子』で企画プロデュースを担当し、自身も監督を務めた。第16回・第17回坊っちゃん文学賞審査員。

## 作風
主題
思春期の少女たちを主人公とした青春映画が多い。アイドルになろうとする少女が頻繁に登場するが、山戸がアイドルに造詣が深いからというわけではなく、消費される立場の女性のあり方に関心があるからとしている。脚本に関しては人物を中心に据える場合と物語を中心に据える場合があり、『あの子が海辺で踊ってる』は前者、『5つ数えれば君の夢』は後者となる。2014年のインタビューでは初期は少女を描き切りたいといい、男性を主人公に映画を撮ることも考えているが、将来の展望については明言していない。この「男性の主人公を描く」という話は『溺れるナイフ』にて達成された。真鍋新一は「5つ数えれば君の夢」について、インディーズのとがった雰囲気とメンバーの個性が両立した、王道的なアイドル映画であると評価した。
言葉
独特の台詞回しに定評がある。これらの言葉は短い時間で作られている。実際に『あの子が海辺で踊ってる』の脚本は一晩で完成され、『5つ数えれば君の夢』では台詞が少なく時間が短くなってしまったため、台詞を足しながら撮影を行った。
姿勢
中森明夫は『あの子が海辺で踊ってる』を見て、山戸の作品について技術より観念が先に来ている点がジャン＝リュック・ゴダールに近いと主張している。

## 作品

### 映画
- あの娘が海辺で踊ってる （2012年）
- Her Res 〜出会いをめぐる三分間の試問3本立て〜（2012年）
- おとぎ話みたい（2013年）
- 5つ数えれば君の夢（2014年）
- 私はわたしを探しています。〜中島哲也監督『渇き。』スペシャル・メイキング〜（2014年）[41]
- 溺れるナイフ（2016年11月5日、ギャガ）
- 21世紀の女の子（2018年）※監督・企画・プロデュース
- ホットギミック ガールミーツボーイ（2019年6月28日、東映）

### ドラマ
- 生きるとか死ぬとか父親とか（2021年4月期、テレビ東京）- 監督（シリーズ構成）
- 藤子・F・不二雄 SF短編ドラマ『おれ、夕子』（2023年、NHK）- 脚本・演出[42]
- みつめてそらして（2023年9月、TikTok）- 脚本・監督
- ドラマ10『燕は戻ってこない』（2024年4月30日 - 7月2日（予定）、NHK総合） - 演出[43]
- 藤子・F・不二雄SF短編ドラマ シーズン2『アン子　大いに怒る』（2024年、NHK）- 脚本・演出[44]

### ミュージックビデオ
- =LOVE
  - この空がトリガー（2023年）
- NGT48
  - 世界はどこまで青空なのか?（2017年）
- Aimer
  - Ref:rain（2018年）
- Otto Knows
  - Next to Me（2015年）
- おとぎ話
  - NO SOS（2013年）
  - AND YOUNG（2013年）
  - COSMOS（2014年）
- 神聖かまってちゃん
  - ズッ友（2014年）
- SPYAIR
  - Be with（2017年）
- trolleattroll
  - blues（2017年）
- 乃木坂46
  - ごめんね ずっと…（2015年）
  - ハルジオンが咲く頃（2016年）
  - 冷たい水の中（2020年）
- ≠ME
  - 空白の花 (2020年）
  - 君はこの夏、恋をする (2021年）
  - はにかみショート (2022年）
- back number
  - 黄色（2021年）
- バンドじゃないもん!
  - パヒパヒ（2012年）
- ももいろクローバーZ
  - Sweet Wanderer（2018年）
- ラストアイドル
  - 好きで好きでしょうがない（2018年）
- RADWIMPS
  - 光（2016年）
- Little Glee Monster
  - はじまりのうた（2016年）
- ドレスコーズ
  - 最低なともだち (2023年)
  - 少年セゾン(2023年)
  - 襲撃 (2023年)

### 寄稿
- 映画のためには生きられない（『キネマ旬報』2013年1月下旬号、キネマ旬報社）
- 私が月に帰るまで（『もっと!』vol.2、秋田書店）
- 惹かるる理由を話したならば（『すばる』2013年7月号、集英社）
- 番格ロックのかつて鳴る部屋（『ジャズ批評』2013年7月号、ジャズ批評社）
- この始まり直すことの許されなさ（『観ずに死ねるか！傑作青春シネマ』[28]、鉄人社）
- 君を得る（きみをうる）（『文藝』2014年秋号、河出書房新社）
- どのように物語ることができるだろうか（『キネマ旬報』2014年10月上旬号、キネマ旬報社）
- ネタモト（『ケトル』2015年2月号、太田出版）
- 映画『太陽』パンフレット
- 人生を変える本。（『an・an』2016年6月号、マガジンハウス）
- 君がポカリを飲む頃は（『Maybe！』2016年6月号掲、小学館）

## 受賞歴
※賞が特例として作られたものは太字で表示する。
2012年
- 『あの娘が海辺で踊ってる』

第24回東京学生映画祭 実写部門 審査員特別賞
- 『Her Res 〜出会いをめぐる三分間の試問3本立て〜』

第34回ぴあフィルムフェスティバル PFFアワード2012 入選
2013年
- 『おとぎ話みたい』

MOOSIC LAB 2013 グランプリ
- 『あの娘が海辺で踊ってる』『Her Res 〜出会いをめぐる三分間の試問3本立て〜』

2012年松本CINEMAセレクト・アワード 恐るべき子ども賞
2015年
- 『おとぎ話みたい』『5つ数えれば君の夢』

第24回日本映画プロフェッショナル大賞 新人監督賞